# Еозинофилия
Еозинофилия (от старогръцки: Еос утринна червенина, Еузин - флуоресцеинен червен оцветител, phil - обичащ) повишаване количеството на еозинофилите (определен вид левкоцити) в кръвта.
Еозинофилията се приема като проява преди всичко на алергично състояние. Биологичната функция на еозинофилните левкоцити се изразява в обезвреждането и отстраняването на чужди за организма белтъци. Допуска се, че причината за появата на еозинофилията са алергичните реакции, които настъпват при попадане на белтъци и алдехиди, получаващи се от разпадането на паразитите в организма.
Еозинофилията се наблюдава при анафилактични състояния, серумна болест, уртикария, астматичен бронхит, хроничен алвеоларен емфизем, при паразитни заболявания (фасциолоза, ехинококоза, кокцидиоза), актиномикоза, стахиботриотоксикоза, червенка и други.
Еозинофилията се появява и в оздравителния етап на инфекциозни или интоксикациозни заболявания. Тя е характерен признак и предвестник на оздравяването.